# 대구실내빙상장
대구실내빙상장(DAEGU INDOOR ICERINK)은 대구광역시의 국제경기장규격 실내빙상장이다. 1995년부터 운영되고 있다. 2016년까지는 대구광역시 빙상연맹에서 운영하였으나, 비리문제가 발생한 것을 계기로 2017년 1월 1일부터 대구공공시설관리공단(구, 대구시설공단)에서 운영하게 되었다. 

## 규격
- 부지면적 14,910(m2)
- 건축면적 3,693(m2)
- 건축연면적 4,090(m2)
- 경기장면적 1,830(m2)
- 관중석수 639석

## 주요편의시설
- 휴식 및 관람을 위한 아이스링크내 스탠드 639석(대회시에 주로 사용, 평소에는 접혀져 있음)
- 이용객을 위한 관람석은 링크 장내 2층에 위치
- 스케이트 대여실(보유 1,300족)
- 스케이트 용품점 (장비샵)
- 주차장
- 구내 무인자판기(까페테리아) 있음(빙상장내 음식물 반입은 불가)[2]
- 빙상장내 물품보관함(1회용 코인사물함:500원) 140개
- 정기이용자를 위한 락커룸
- 공기정화식물&공기청정기&히터
- 장애인을 위한 도움벨, 휠체어

## 일반이용금액
입장권+스케이트대여
- 어린이&만65세이상 노인 1인당 5,500원
- 청소년&병역의무중인 군인 1인당 6,000원
- 어 른 1인당 6,500원

```
개인 스케이트를 소지한 사람은 입장권만 결제하면 링크장을 이용할 수 있으며, 구경만 할 사람은 무료입장이다.
```

입장권
- 어린이&만65세이상 노인 1인당 2,500원
- 청소년&병역의무중인 군인 1인당 3,000원
- 어 른 1인당 3,500원

## 기타
- 역대 우수한 국가대표선수들을 상당수 배출하였다. 2018년 평창올림픽으로 유명해진 임효준, 김보름도 시작은 대구실내빙상장이다.
- 그 외 김성일, 최은경, 안상미, 김소희, 신다운, 전다혜, 진선유 등... 많다.
- 그런데~!!! 정작 대구시민중에 시민운동장내에 빙상장이 있다는 걸 아는 이는 극히 드물다. 대구시에서 홍보도 안하고, 지원도 안하기로 유명한 빙상장이다. 하다못해 인근에 표시판도 없으며, 시민운동장 정문에서도 빙상장가는 길을 안내하는 화살표조차 없다. 대구시는 스포츠는 축구지원에만 집중하는 것 같다.
- 대구는 대프리카라고 불리며 전국에서 가장 더운 도시중 하나인데 빙상장을 시민들에게 홍보하지 않는다는 건..이상하다. 왜지?
- 아는 사람들만 아는 이런 상황에서 2016년까지 그냥 춥고 으스스하고 힘든 곳으로 인식되다가 2017년부터 대대적인 변화가 이루어지면서 새로운 국면을 맞고 있다.
- 2018년~2019년 사이에 전면 리모델링 공사가 예정되었으나 어디선가[3]의 결사반대로 무산되었다.[4]
- 구경만 하고 스케이트를 탈 생각이 없는 사람에겐 무료입장으로 개방되어 있다. 민영은 가면 입장료를 받지만 여긴 무료다.
- 주차장도 전면무료였으나 2019년 3월 9일 DGB대구은행파크(구 대구시민운동장 축구장)가 개장하면서 일부유료로 변경되었다.[5]
- 주차장은 처음 주차이용30분이 무료이고, 빙상장이용객은 비치된 주차권을 이용하여 3시간 무료이용이 가능하다.
- 일반인 이용시간은 오전10시부터 오후 4시50분까지이다. 이외의 시간은 선수들의 대관시간이다.[6]
- 여름추천복장은 긴팔+긴바지+바람막이 점퍼 정도~. 겨울은 계절복장대로 가면 된다.
- 각종 대회(아이스하키,스케이트)가 열리거나 명절이면 휴장하므로 홈페이지를 통해 확인하자.
- 성수기는 여름과 겨울이다.

## 기 타
- 2020년 7월 대구빙상연맹이 대구시체육회의 사무실로 옮겨가고, 아이스하키협회도 나가면서, 빙상장은 이제 빙상장 고객들만 이용하는 곳으로 변모되었다

- 2021년 6월 한 달간 휴장하며 냉동기교체, 빙질관리, 건물1층 입구&2층 리모델링을 단행하였다. 이전 상당히 어두웠던 입구에서 밝고 넓어보이는 모습으로 탈바꿈하였다.

## 코로나19로 인한 휴장
- 1차 휴장 : 2020년  2월 19일 ~ 2020년  5월 19일까지 임시휴장하였으며 2020년 5월 20일 재개장하였다.
- 2차 휴장 : 2020년  8월 24일 ~ 2020년  10월 3일까지 임시휴장하였으며 2020년 10월 4일 재개장하였다.
- 3차 휴장 : 2020년 12월 24일 ~ 2021년  1월 17일까지 임시휴장하였으며 2021년 1월 18일 재개장하였다.
- 4차 휴장[7] : 2020년  8월  8일 ~ 2021년  8월 10일까지 임시휴장하였으며 2021년 8월 11일 재개장하였다.

## 주차장 문제
- 주차장으로 인한 민원이 지속적으로 발생하고 있다. 복합스포츠센터(구 시민운동장)의 가장 구석진 자리에 위치하였는데, 시민들의 이용에 불편이 없도록 주차장을 증설하지는 못할 망정, 공원화사업을 진행하여 수많은 이용객들이 축구장인근에 주차를 하고 어른걸음으로 6~7분이상을 걸어서 이용해야하는 불편함을 감수하게 하고 있다.  2020년의 기록적인 폭우에도 불구하고 시민의 불편함을 1도 고려하지 않아 원성을 사고 있다. 축구장이나 야구장은 시즌외에는 이용고객이 전혀 없는데 빙상장은 거의 360일 개장중이다.
- 축구경기가 있을때는 주차장이 아닌 시민체육관 앞과 인접 도로 차선까지 축구이용객에게 주차사용을 허가하면서 정작 빙상장에서 이루어지는 각종대회에 대해서는 오로지 정해진 주차구역 내에만 주차하도록 강요하고 있다.
- 심지어 축구경기가 있는 날, 빙상장의 이용객 중 정규수업 혹은 대관을 이용하는 선수들조차  주차장 내부에 빈자리가 생겨도 축구관람객의 주차때문에 주차를 못하고 결국 연습이나 수업시간을 강제로 단축당하는 불편함이 빈번히 발생하고 있다.
- 빙상장의 주이용고객이 미성년자&가족단위임을 감안할 때 대구시에서 빙상장의 입장을 고려한 행정은 전혀 시행하지않는다는 불만을 사고 있다.